# Trichophantasis subtuberculata
Trichophantasis subtuberculata är en skalbaggsart som först beskrevs av Stefan von Breuning 1967.  Trichophantasis subtuberculata ingår i släktet Trichophantasis och familjen långhorningar.
Artens utbredningsområde är Kenya. Inga underarter finns listade i Catalogue of Life.